# Flugcoupon

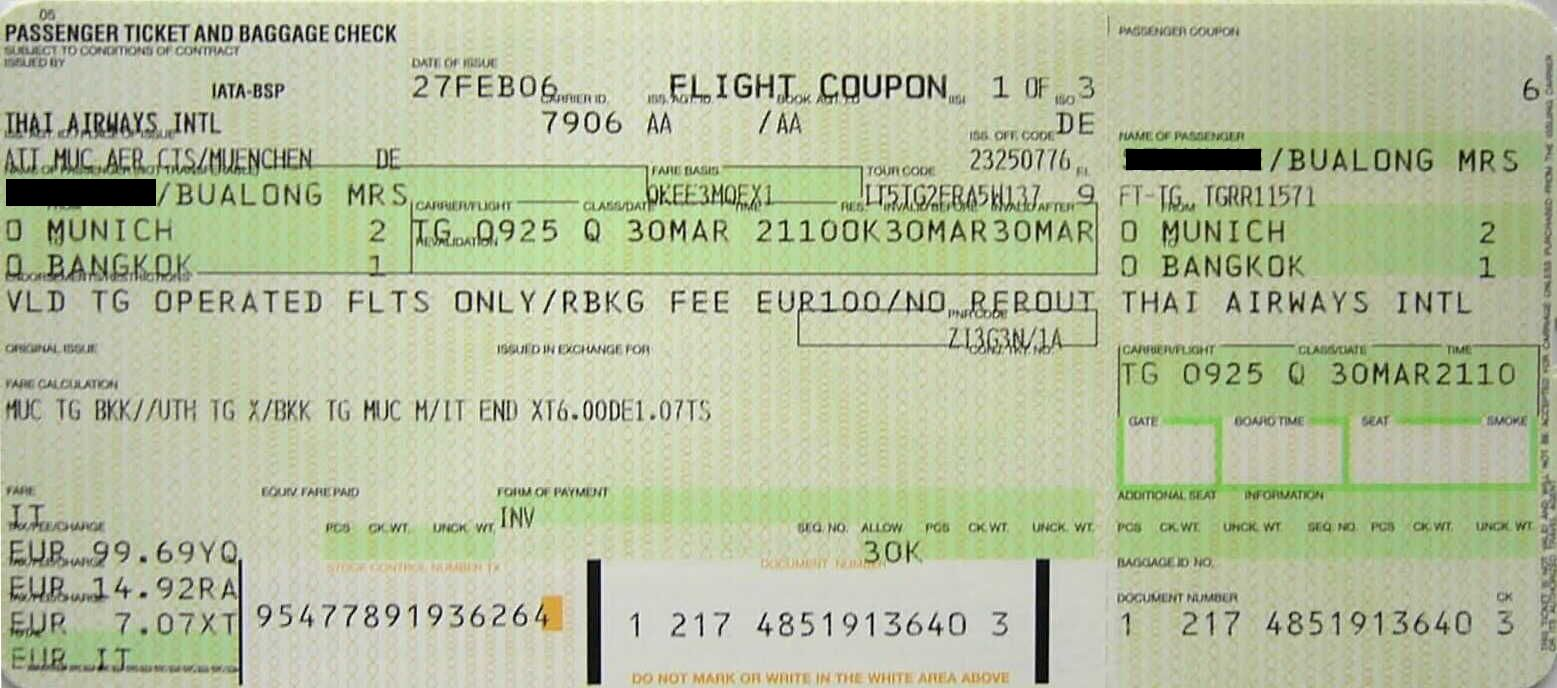
IATA-Standard-Flugcoupon für einen Flug von München nach Bangkok

Ein Flugcoupon ist Bestandteil eines Papier-Flugtickets. Er berechtigt den Passagier, für die auf dem Dokument eingetragene Flugstrecke befördert zu werden.
Am Check-in-Schalter wird gegen Vorlage des Flugcoupons eine Bordkarte ausgestellt. Vor dem Betreten des Flugzeugs, dem sogenannten Boarding, wird der Flugcoupon vom Abfertigungspersonal zu Abrechnungszwecken eingezogen. Mit der Umstellung auf papierlose Tickets ist die Bedeutung von Flugcoupons zurückgegangen.